# Поречная улица
Поре́чная у́лица (название утверждено 24 августа 1999 года) — улица, расположенная в Юго-восточном административном округе города Москвы на территории района Марьино.

## История
Улица получила своё название 14 февраля 1995 года в связи с расположением вдоль берега Москвы-реки. Названа (название утверждено) 14 февраля 1995 года. Бывший проектируемый проезд № 752. Продлена 24 августа 1999 года.

## Расположение
Поречная улица идёт на северо-восток параллельно Москве-реке. Начинается от Люблинской улицы, служит продолжением Батайского проезда. Слева к ней примыкают Луговой проезд, Мячковский бульвар, Братиславская улица и, наконец, Перервинский бульвар. В том месте, где она пересекается с Перервинским бульваром, она заканчивается, переходя в улицу Марьинский парк.

## Достопримечательности
Между Поречной улицей и Москвой-рекой расположен парк имени 850-летия Москвы площадью 71,6 га, заложенный 16 сентября 1995 года в честь юбилея города. В парке расположены аттракционы и детские площадки.

## Примечательные здания и сооружения

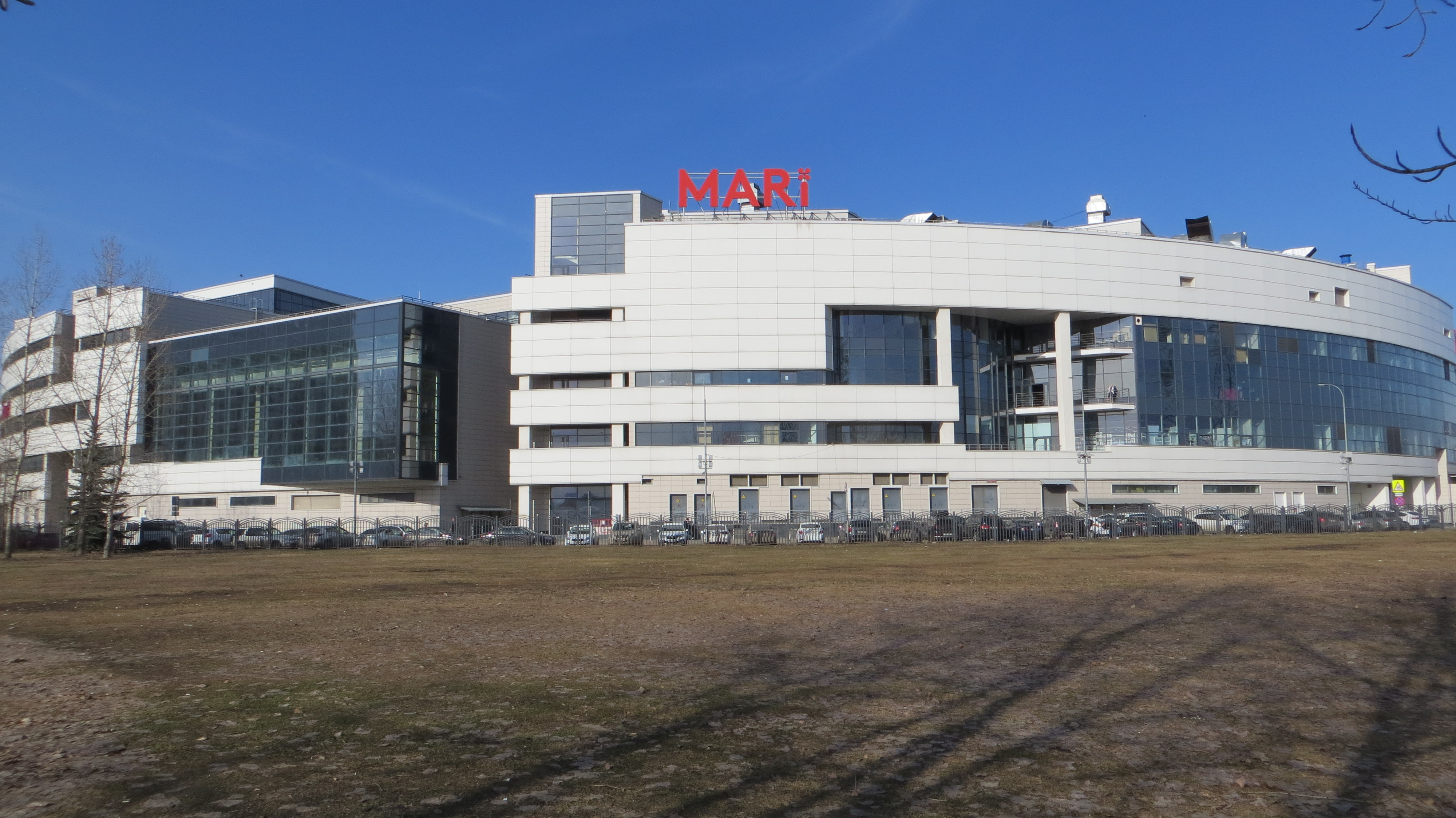
Торгово-развлекательный центр MARi

### по нечётной стороне
- Дом 3, корпус 3 — магазин продуктов «Айсан».
- Дом 5/14 — каток парка 850-летия Москвы, салон красоты «Юмика», ресторан «Угра».
- Дом 9 — городской центр жилищных субсидий ГУ, районный отд. № 115 Марьино; детский развивающий центр «Антей».
- Дом 13 — ЮВАО Марьино, инженерная служба ОДС-18; диспетчерская инженерной службы ГУ.
- Дом 15 — Евроазиатская богословская семинария.
- Дом 23 — Western Union, «Форбанк» (банк, банкомат, обмен валюты).
- Дом 27, корпус 2 — стоматология ООО «Квалев Дент».
- Дом 31, корпус 1 — детский развивающий центр «Изумрудный город».

### по чётной стороне
- Дом 10 — торгово-развлекательный центр  «MARi[вд]»;

## Транспорт

### Автобус
- 326 — станция метро «Алма-Атинская» — Цимлянская улица, 1
- 336 — станция метро «Марьино» — станция метро «Кузьминки»
- 625 — станция МЦД «Перерва» — станция метро «Братиславская»
- 713 — станция метро «Марьино» — 7-я улица Текстильщиков
- 749 — станция МЦД «Перерва» — станция метро «Братиславская»
- 762 — Марьино — Поречная улица, 10
- 824 — станция метро «Братиславская» — станция метро «Марьино»
- 957 — станция метро «Марьино» — Поречная улица, 10
- 981 — станция метро «Братиславская» — станция метро «Марьино»
- С9 — Капотня — 7-я улица Текстильщиков

### Метро
- Станция метро «Марьино» Люблинско-Дмитровской линии — северо-западнее улицы, 700 м на север от пересечения с Люблинской улицей.
- Станция метро «Братиславская» Люблинско-Дмитровской линии — севернее улицы, в 1,74 км на север от пересечения с Братиславской улицей.

## Интересные факты
Поречная улица пользуется популярностью среди любителей гонок. Здесь проходило окружное соревнование «Автоледи» и этап чемпионата России по гонкам на выживание.